# اس/۲۰۰۳ جی ۱۵
اس/۲۰۰۳ جی ۱۵ (به انگلیسی: S/2003 J 15) از قمرهای طبیعی مشتری است. این قمر به وسیله تیمی از منجمان دانشگاه هاوایی به سرپرستی اسکات اس.شپرد در سال ۲۰۰۳ میلادی کشف شد.
قطر این قمر حدود دو کیلومتر است و با فاصله متوسط ۲۲٬۷۲۱ مگامتر در ۶۹۹٫۶۷۶ روز، با حرکت مخالف گرد یک بار به دور مشتری می‌چرخد. انحراف آن ۱۴۲ درجه نسبت به دائرةالبروج(۱۴۲ درجه نسبت به استوای مشتری) و خروج از مرکز مدار آن ۰٫۰۹۳۲ است.
این قمر به گروه اننکه تعلق دارد که قمرهای نامنظمی دارد که با حرکت مخالف گرد و فاصله بین ۱۹٫۳ و ۲۲٫۷ گیگا متر و انحراف تقریباً ۱۵۰درجه بدور مشتری می‌چرخند.